# 한나스 워
《한나스 워》(Hanna's War)는 헝가리에서 제작된 메나헴 골란 감독의 1988년 전쟁 영화이다. 엘렌 버스틴 등이 주연으로 출연하였다.

## 출연

### 주연
- 엘렌 버스틴
- 마루츠카 데트메르스
- 안소니 앤드류스
- 도널드 플레젠스
- 데이비드 워너

### 조연
- 빈센조 리코타

## 기타
- 공동제작: 요람 글로버스
- 공동제작: 메나헴 골란
- 의상: 존 몰로
- 배역: 노엘 데이비스
- 배역: 제레미 지머먼